# Головатень озброєний
Головатень озброєний (Echinops armatus) — вид рослин із родини айстрових (Asteraceae).

## Біоморфологічна характеристика
Багаторічна рослина 100–150 см заввишки. Листки зверху злегка павутинні, б.-м. гладкі, слабо-залізисті, перистороздільні, з ланцетними тонко-колючими й шипувато-пилчастими, при основі великозубими частками. Головки до 5 см у діаметрі, листочки обгортки блакитні, віночки світло-блакитні. Період цвітіння: червень — серпень.

## Середовище проживання
Росте в Криму, Україна.
В Україні вид зростає на лісових узліссях та кам'янистих місцях — у гірському Криму, часто